# La Petite Voiture
Pour plus de détails, voir Fiche technique et Distribution.
La Petite Voiture (El cochecito) est un film espagnol réalisé par Marco Ferreri, sorti en 1961.

## Synopsis
Don Anselmo est un octogénaire en pleine forme. Il vit chez ses enfants et a pour seul ami Don Lucas, un invalide qui possède une petite voiture de handicapé motorisée. Don Anselmo décide qu'il aura lui aussi le même genre de petite voiture. Coûte que coûte.
Une comédie féroce sur la vieillesse, la famille, l'amitié...

## Fiche technique
- Titre : La Petite Voiture
- Titres alternatifs : La Chaise roulante, Arsenic et petites voitures
- Titre original : El Cochecito
- Réalisation : Marco Ferreri
- Scénario : Marco Ferreri et Rafael Azcona
- Production : Pere Portabella
- Musique : Miguel Asins Arbó
- Photographie : Juan Julio Baena
- Montage : Pedro del Rey
- Décors : Enrique Alarcón
- Pays d'origine : Espagne
- Langue : espagnol
- Format : Noir et blanc - 1,66:1 - Mono - 35 mm
- Genre : Comédie noire
- Durée : 85 minutes
- Date de sortie : 15 février 1961 (France)
- Affiche : Macario Gómez Quibus (Espagne)

## Distribution
- José Isbert : Don Anselmo Proharán
- Pedro Porcel : Carlos Proharán
- José Luis López Vázquez : Alvarito
- María Luisa Ponte : Matilde
- Antonio Gavilán : Don Hilario
- Lepe : Lucca
- Chus Lampreave : Yolanda
- Ángel Álvarez : Álvarez
- Carmen Santonja : Julita
- Antonio Riquelme : Le Docteur

## Distinctions
- Prix FIPRESCI au Festival de cinéma de Venise 1960